# Brandia Central
Brandia Central ist eine portugiesische Designagentur, die auf die Entwicklung von Logos und Bildmarken spezialisiert ist.
Das Büro wurde 1987 in Lissabon gegründet. Neben seinem dortigen Hauptsitz unterhält Brandia Central zudem Büros in Maputo (Mosambik), Luanda (Angola) und São Paulo (Brasilien).
Die Agentur schuf die Logos mehrerer internationaler Sportwettbewerbe, darunter die Basketball-Afrikameisterschaft 2007 in Angola, die Fußball-Europameisterschaften 2012 und 2016, die Copa América 2015 sowie die Fußball-Weltmeisterschaft 2018. Auch das Logo des portugiesischen Geldautomatennetzes Multibanco stammt von Brandia Central.

## Galerie

Logo der Basketball-Afrikameisterschaft 2007
Logo der Fußball-EM 2012
Multibanco-Logo